# Teia (filha de Urano)
Teia (em grego:  Θεία, transl.: Theía), na mitologia grega, era uma titânide, filha de Urano e Gaia. Desposou Hiperião, seu irmão, era titânide da luminosidade sendo ela quem concedeu esta as pedras preciosas e as divindades siderais Hélio, o deus do Sol, Selene, a deusa da Lua, e Eos a deusa do amanhecer.